# 阿瑟頓群島
62°6′S 58°59′W / 62.100°S 58.983°W
阿瑟頓群島（英語：Atherton Islands），是南極洲的群島，位於南設得蘭群島的喬治王島，處於貝爾角西北面3公里，由英國研究隊繪入地圖，現時由南極條約體系管理。